# 거지왕 김춘삼
"거지왕 김춘삼"은 1975년에 개봉한 대한민국의 영화이다.

## 캐스팅
- 이대근
- 문오장
- 최소희
- 김홍종